# David Murphy (CIA)
Pour les articles homonymes, voir David Murphy.
David Murphy (23 juin 1921 - 28 août 2014) est un agent de renseignement, chef de la station de la CIA à Berlin de 1959 à 1961. À ce poste, il a conseillé John F. Kennedy sur la manière de réagir à la construction du mur de Berlin. Par la suite, il devient chef de la division des opérations de la CIA pour la Russie Soviétique. Il devient ensuite chef de station à Paris avant de prendre sa retraite de l'Agence
En 1997, lui et son homologue, l'ancien chef du KGB à Berlin Sergueï Kondrachev (ru), ainsi que le journaliste George Bailey, ont co-écrit Battleground Berlin, un mémoire sur la guerre froide. 

## Publications
- (en) David E. Murphy, Sergei A. Kondrashev et George Bailey, Battleground Berlin: CIA vs. KGB in the Cold War, Yale University Press, 1997, 530 p. (ISBN 0-300-07233-3).
- Ce que savait Staline : l'énigme de l'opération Barbarossa, Paris, Stock, 2006, 462 p. (ISBN 978-2234058279).